# Emergenza
 (mars 2012).
Si vous disposez d'ouvrages ou d'articles de référence ou si vous connaissez des sites web de qualité traitant du thème abordé ici, merci de compléter l'article en donnant les références utiles à sa vérifiabilité et en les liant à la section « Notes et références ».
Emergenza (« Emergenza rock » jusqu'en 1996) est un festival consacré à la musique rock émergente et organisé dans plusieurs pays du monde.

## Histoire
Emergenza Festival est né en Italie à Rome, c'est à l'origine une idée de plusieurs amis musiciens en 1991. Le but est d'associer plusieurs groupes afin d'organiser un concert au Castello, une grande salle de concert romaine.
En 1992, le premier festival Emergenza à Rome compte un public encore restreint qui grandit au fur et à mesure qu'augmente le nombre de groupes participants.
Entre 1993 et 2003, Emergenza enregistre et presse 54 compilations,, aussi bien live que studio.
En 1995 le logo Emergenza est créé.
Le 7 janvier 1996, Le Gibus accueille à Paris le premier concert d'Emergenza en dehors d'Italie. 113 groupes participent à la première édition française et vingt-trois concerts sont organisés au lieu des sept prévus initialement. L'année suivante le festival s'étend aussi en Angleterre où est organisée la première finale européenne d'Emergenza au London Astoria. À partir de 1998 le festival se développe dans de nombreuses salles européennes.
En 2001, le festival traverse l'océan Atlantique et débarque au Club Soda de Montréal, où les spectacles se déroulent encore aujourd'hui. La région canadienne du Québec est ainsi la première d'une longue série de provinces Nord-américaines à accueillir l'événement.
En 2002 pour la première saison américaine, cinq villes reçoivent la manifestation tandis qu'en 2003 près de 700 groupes participent aux 190 concerts. Le développement se poursuit jusqu'en 2005 où le nombre de villes atteint soixante-dix.
Le festival atteint également le Japon et l'Australie en 2006 avec des spectacles à Sydney, Melbourne, Adélaïde et Tokyo. Dans la période 2008-2010, la République tchèque, la Slovénie, la Russie et la Nouvelle-Zélande ont commencé à participer au festival.
Emergenza se déroulera pour la première fois en Corée du Sud en 2015.

## France
En France le festival a produit 1 375 concerts en quinze ans avec près de 8 500 groupes émergents. Royal Republic, Nico & Vinz, Watcha, Soma, Adam Kesher, BB Brunes, Wyldnote, sont autant de groupes qui ont pu participer au cours des dernières années.

## Organisation
Le festival est organisé en différentes phases éliminatoires, avec un échelon d'abord régional puis national au cours de la saison.
Après inscription les groupes se mesurent les uns aux autres dans des salles de concerts locales. Chaque groupe a trente minutes de set, le public sélectionne les groupes qui passent d'une étape à l'autre, le vote est ouvert. Lors des finales régionales et nationales en revanche un jury professionnel choisit le groupe vainqueur et les meilleurs musiciens. En août chaque année les vainqueurs des finales nationales sont accueillis à la finale international à Rothenburg ob der Tauber, en Allemagne, au sein du Taubertal Open Air Festival.
Durant les trois jours du festival les groupes finalistes ont la possibilité de partager la scène avec des groupes plutôt importants et de jouer face à un public nombreux. Le « meilleur groupe du monde » choisi par un jury international gagne une production professionnelle en studio ainsi qu'une tournée promotionnelle. Les meilleurs musiciens remportent quant à eux des instruments et du matériel musical.

## Lauréats mondiaux
- 2014 : The Sheen (Norvège)[5] (avec Atle Pettersen (en)).
- 2013 : Obsolete Radio (France)[6]
- 2012 : Hurricane Love (Suède)[7]
- 2011 : Envy (Norvège)[8] (connu désormais sous le nom de Nico & Vinz)
- 2010 : Hanatochiruran (Japon)
- 2009 : Kid Galahad (Suède)
- 2008 : Gloria Cycles (Royaume-Uni)
- 2007 : Fire Flies (États-Unis)
- 2006 : The Sessions (Canada)
- 2005 : Rock Hard Power Spray (Danemark)
- 2004 : Mr Brown (Allemagne)
- 2003 : Nervous Nellie (Suède)
- 2002 : Munshy (France)
- 2001 : Willowtree (Suède)
- 2000 : pas de lauréat cette année

## Discussions autour du modèle en général
Quelques musiciens et des blogs spécialisés dénoncent le modèle de fonctionnement du tremplin. 
D'autres comme Erwan Benezet du quotidien Le Parisien souligne que c'est « le plus grand tremplin rock du monde ». Les anti retiennent que le modèle économique d'Emergenza, qui consiste à faire payer les musiciens pour jouer devant un public et ainsi produire eux-mêmes les concerts organisés par le tremplin, n'est pas équilibré. Contrairement à d'autres dispositifs plus ou moins gratuits aussi connus pour être efficaces et sélectifs (Découvertes du Printemps de Bourges, FAIR).